# Karl Osswald
Karl Theodor Osswald (* 7. Oktober 1895 in Ehingen (Donau); † 7. Juli 1964 in Bad Soden) war ein deutscher paramilitärischer Aktivist.

## Leben und Tätigkeit

### Frühes Leben
Osswald war ein Sohn des Kanzleirates Valentin Osswald und dessen Ehefrau Bertha, geb. Müller.
Nach dem Besuch des Volksschule in Ehingen und Gymnasiums in Ehingen, schloss Osswald die Schule am Gymnasium in Ulm im Frühjahr 1914 mit dem Erhalt des Reifezeugnisses ab. Im Juni 1914 trat er als Fahnenjunker in das Grenadier-Regiment „König Karl“ (5. Württembergisches) Nr. 123 ein, in dem er der 3. Kompanie zugeteilt wurde.
Am Ersten Weltkrieg nahm er mit dem genannten Regiment teil. Anfang 1917 wurde er zum Leutnant befördert. Im Dezember 1918 kehrte er mit seiner Kompanie nach Ulm zurück. Anschließend blieb er noch bis März 1919 bei seiner Kompanie, um dann aus dem Militär auszuscheiden.

### Politische Betätigung in den 1920er Jahren
1919 meldete Osswald sich in Münsingen zum Freikorps Haas. Mit diesem Freikorps beteiligte er sich an der Niederschlagung der von sozialistischen Revolutionären nach russischem Vorbild in Augsburg und München errichteten Räteherrschaften. Anschließend trat er in das neuaufgestellte Reichswehrschützenregiment 26 in Ulm ein. Von dieser Formation nahm er im November 1919 seinen Abschied.
Ab dem November 1919 studierte Osswald an der Technischen Hochschule in München.
Im Juli 1922 trat Osswald in den republikfeindlichen Wehrverband Reichsflagge ein.
Am 19. Januar 1923 hängte Osswald zusammen mit einem gewissen Emil Loenitz heimlich von Innen ein auffälliges Plakat an einem Fenster eines Zimmers des Münchener Hotels Vier Jahreszeiten, in das sie sich eingemietet hatten, auf. Das Plakat zeigte eine am Boden liegende deutsche Frau zeigte, die von einem schwarzhäutigen französischen Besatzungssoldat in einer sexuell konnotierten Weise bedroht wurde. Das Ziel, das die beiden mit dieser Aktion verfolgten war es, den an dem Hotel vorbeikommenden Passanten die „Schrecknisse der schwarzen Schmach“ zu zeigen, als die sie den Einsatz von schwarzhäutigen Soldaten in den damals von Frankreich besetzten Gebieten Deutschlands (Pfalz, Rheinland, Ruhrgebiet) ansahen und den Zorn der Münchener Bevölkerung, den sie auf diese Weise auslösen wollten, auf die im Hotel Vier Jahreszeiten wohnenden Offiziere der Überwachungskommission der französischen Armee, die in München über die Einhaltung der vom Versailler Vertrag festgelegten Abrüstungsbestimmungen wachte, zu lenken. Osswald und Loenitz hatten anschließend die Passanten auf der Straße auf das am Fenster hängende Plakat aufmerksam gemacht. Es sammelte sich dann tatsächlich eine Menge vor dem Hotel an, die ihren Unwillen über die Auswirkungen der Besetzung der zu dieser Zeit besetzten westdeutschen Gebiete zum Ausdruck brachte. Dies ging so weit das polizeiliche Maßnahmen zur Wiederherstellung der Ordnung notwendig waren. Die Polizeibehörden werteten die Aktion als eine Störung der öffentlichen Ordnung und damit als „groben Unfug“.
Im Januar 1923 war Osswald während des Sturms auf das Hotel Grünwald in der Nähe des Münchener Hauptbahnhofs durch einen völkischen Mob anwesend. Er wurde verdächtigt einer der Rädelsführer des Vorfalls gewesen zu sein, im Folgenden Grünwald-Prozess aber aus Mangel an Beweisen nicht angeklagt.
Im September 1923 trat Osswald mit einem großen Teil der Mitglieder der Reichsflagge in die von Ernst Röhm gegründete Organisation Reichskriegsflagge, eine radikalere Abspaltung der Reichsflagge. Röhm übertrug Osswald in der Reichskriegsflagge schließlich die Stellung des „Kommandeurs“ (auch als „Ortsgruppenführer“ bezeichnet) der Münchner Ortsgruppe der Reichskriegsflagge. Außerdem ernannte Röhm Osswald zum stellvertretenden Führer des Gesamtverbands. Die Münchener Ortsgruppe der Reichskriegsflagge bestand aus einer Stammabteilung, mehreren Infanterie-Kompanien, einer Rekrutenabteilung und einer Sturmabteilung, die Osswald persönlich führte.
Die Beziehung von Osswald zu Röhm war dabei zumindest 1923 überaus eng: Osswald duzte Röhm, sprach ihn aber mit Nachnamen an und beschrieben als seinen „verehrten Kommandeur“ und „seinen Röhm“.

#### Teilnahme am Hitler-Putsch
Am 8. und 9. November 1923 nahm Osswald mit der Reichskriegsflagge am Hitlerputsch teil. Die Reichskriegsflagge war kurz vor dem Putsch mit der SA der NSDAP und dem Bund Oberland im sogenannten „Deutschen Kampfbund“ zusammengeschlossen, einem paramilitärischen Gemeinschaftsverband der der praktische Träger des Putsches war.
Während des Putsches beteiligte Osswald sich insbesondere an der Besetzung des Münchener Wehrkreiskommandos, die in der Nacht vom 8. zum 9. November 1923 durch einen von Ernst Röhm angeführten Stosstrupp der Reichskriegsflagge durchgeführt wurde. Im Rahmen der Niederschlagung des Putsches am 9. November 1923 erlebte Osswald mit, wie zwei Mitglieder der Reichskriegsflagge (Theodor Casella und Martin Faust) im Hof des Wehrkreiskommandos durch Militärangehörige, die das Gebäude entsetzten, tödliche Verletzungen erlitten. Zusammen mit Heinrich Himmler und anderen Mitgliedern der Reichskriegsflagge barg Osswald die beiden schwer verletzten Männer und brachte sie ins Krankenhaus Josephinum, wo sie an ihren Verletzungen starben.

#### Fortführung der Reichskriegsflagge in den Monaten nach dem Putsch
Nach dem Scheitern des Hitler-Putsches und der Inhaftierung des Kommandeurs der Reichskriegsflagge, Röhm, beauftragte Röhm Osswald (aus der Haft) noch im November 1923 mit der Übernahme der Führung der Reichskriegsflagge. Die Organisation bestand, obschon sie durch Befehl der bayerischen Regierung vom 9. November 1923 für aufgelöst erklärt worden war, in den folgenden Monaten im Untergrund illegal weiter. Osswald verstand sich dabei als „Treuhänder“ Röhms bzw. seiner „Sache“ und seines „Verbandes“, der sich das Ziel gesetzt hatte, die Reichskriegsflagge durch „die heutige Zeit und den derzeitigen Sturm“ (d. h. das Verbot der am Putsch beteiligten Verbände und der vorläufigen Marginalisierung der völkischen Rechten) zu bringen und dafür zu sorgen, dass sie „in demselben Sinne“ wie Röhm sie begründet und geführt hatte, weitergeführt würde.
In einem Aufruf, den Osswald am 11. November 1923 verfasste, rief er die Kommandeure der Reichskriegsflagge auf, ihre Verbände zusammenzuhalten, während er an die Mitglieder appellierte, Treue zu üben und in ihren Verbänden „geschlossen beisammen“ zu bleiben: Die Männer sollten sich weiterhin hinter „unserer Fahne“ und ihre Führer stellen und weiterhin die Befehle ihrer bisherigen Vorgesetzten befolgen. Weiter führte er aus, dass die Organisation zwar nach außen aufgelöst gelte, im Verborgenen aber in straffer Weise weitergeführt werde. Das Kommando der Reichskriegsflagge existierte im Geheimen weiter. Briefe an das Kommando der Reichskriegsflagge sollten zu Tarnzwecken mit einem inneren Kuvert „An das Kommando der Reichskriegsflagge“ in einem äußeren Kuvert mit der Adresse dieser Firma an die Spielwarenfirma Josef Obleter in München gerichtet werden.
Am 2. Februar 1924 wurde Osswald schließlich aufgrund eines seit längerer Zeit gegen ihn wegen seiner Teilnahme am Hitlerputsch schwebenden Haftbefehls (Ausschreibung im Bayerischen Polizeiblatt 174/12336/23) der Staatsanwaltschaft München I in Haft genommen.
Im April 1924 wurde Osswald, aufgrund seiner Teilnahme am Hitler-Putsch, in einem dem Hitler-Prozess nachgeschalteten Verfahren, zusammen mit zwei anderen Putschteilnehmern – Edmund Heines und Gerhard von Prosch – vor dem Volksgericht München I wegen Beihilfe zum Hochverrat angeklagt. Das Gericht befand ihn für schuldig und verurteilte ihn zu einer Haftstrafe von fünfzehn Monaten. Einen Teil der Strafe hatte er durch die Untersuchungshaft bereits verbüßt, der Rest wurde ihm auf Bewährung erlassen. In einem separaten Verfahren wurde Osswald am 27. April 1924 wegen der Fortführung der seit dem 9. November 1923 verbotenen Reichskriegsflagge zu weiteren zwei Monaten Festungshaft und einer Geldbuße verurteilt.
Am 17. September 1924 wurde Osswald wegen „Geheimbündelei“, aufgrund seiner Beteiligung am Aufbau des neuen völkischen Wehrverbandes Frontbann, erneut verhaftet. Ein deswegen gegen ihn beim Staatsgerichtshof eingeleitetes Verfahren wurde am 2. September 1925 eingestellt.

### Späteres Leben
Der 1925 neugegründeten NSDAP schloss Osswald, der auch in der Zeit vor dem Hitler-Putsch kein NSDAP-Mitglied gewesen war, sich nicht an. Auch sonst trat er in der völkischen und paramilitärischen Szene in den folgenden Jahren nicht mehr hervor, sondern führte ein unauffälliges Leben als Privatmann.
Erst am 30. Juni 1940 beantragte Osswald die Aufnahme in die NSDAP und wurde zum 1. Juli desselben Jahres aufgenommen (Mitgliedsnummer 8.918.166). Als Berufsbezeichnung führte er zu dieser Zeit den Titel Direktor. Als Wohnsitze sind für ihn Wildau in Brandenburg und Ehingen nachweisbar.